# Soft Systems Methodology
Soft Systems Methodology ist eine Analyse- und Designmethodik im Rahmen der Systemanalyse, die in den 1960er Jahren von Peter Checkland an der Universität von Lancaster entwickelt wurde. SSM versucht durch die ganzheitliche Betrachtung einer Problemsituation und der Analyse, wie die einzelnen Stücke zueinander korrespondieren, eine umfassende Verbesserung zu finden. Dabei werden nicht nur im weitesten Sinne technische, sondern vor allem auch Faktoren der Unternehmenskultur berücksichtigt.
Besonderes Augenmerk liegt auf der Trennung der realen Problemsituation, die chaotisch und problematisch empfunden wird, und dem theoretischen Systemmodell, das zur Strukturierung der Denkprozesse erstellt wird. Das Modell dient als Hilfsmittel zur Kommunikation zur Visualisierung der Situation. Es wird aber weder als ein Modell der realen Situation, noch als ein Modell, wie die Situation sein sollte, interpretiert.
Das Ziel einer SSM-Analyse ist es, unbewusste und verdeckte Problemfaktoren aufzudecken, mögliche Wege zur Verbesserung aufzuzeigen, diese auf ihre technische und kulturelle Machbarkeit zu prüfen und schließlich die Verbesserungen umzusetzen.